# 윌리브로드

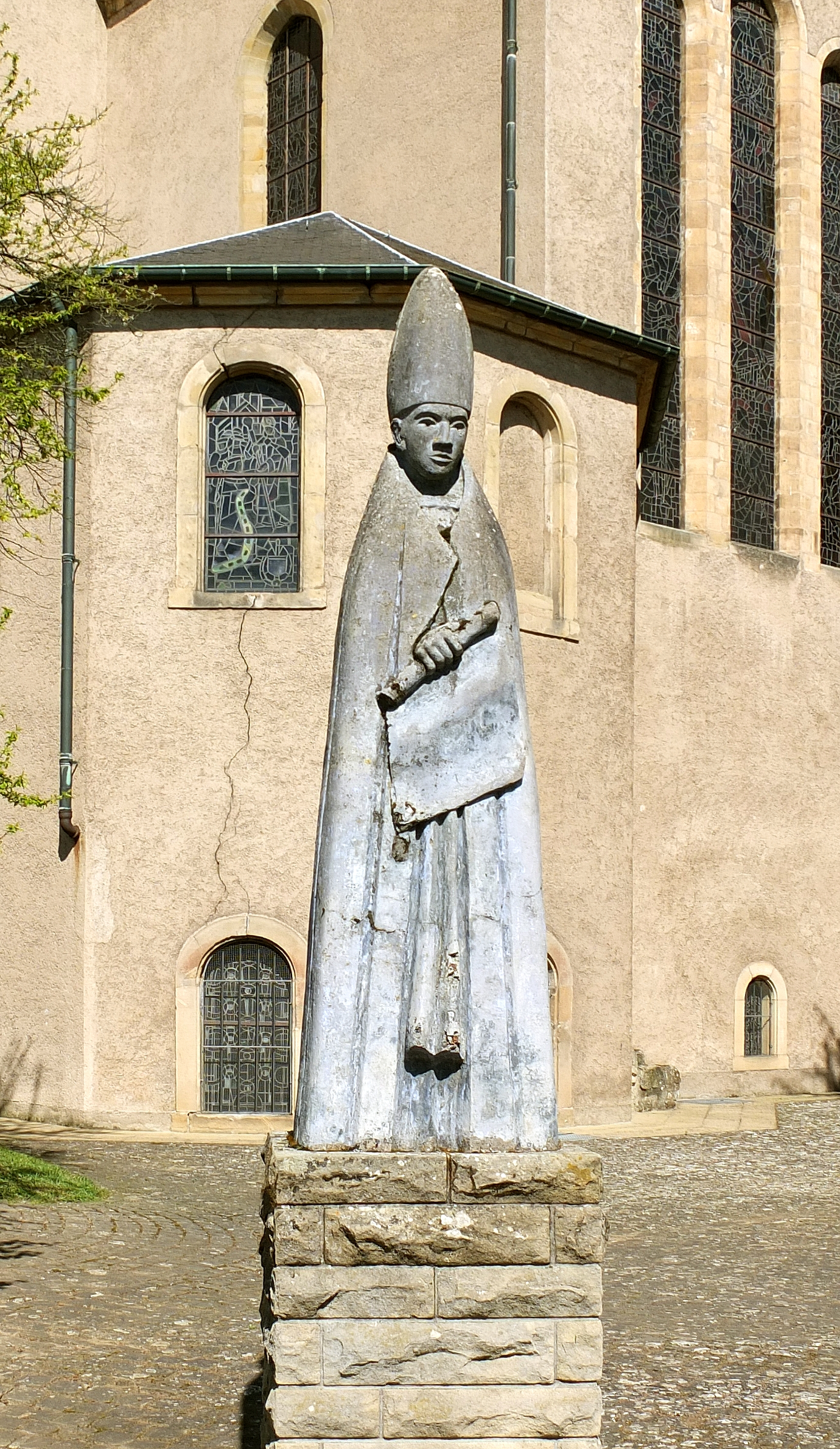

윌리브로드(Willibrord, 라틴어: Villibrordus; c. 658 – 739년 11월 7일)는 앵글로색슨인 선교사이자 성인으로 현대 네덜란드에서 "프리슬란트인 사도"로 알려져 있다. 그는 위트레흐트의 첫 번째 주교가 되었고 룩셈부르크의 에히터나흐에서 사망했다.

## 어린시절
새로 기독교로 개종한 아버지 윌길스는 그의 아들을 리폰(Ripon) 수도원의 봉헌자로 맡기고 세상에서 물러나 험버(Humber)강 어귀 근처에 성 앤드루(Saint Andrew)에게 헌정된 작은 예배당을 지었다. 그 지역의 왕과 귀족들은 그가 마침내 교회를 지을 수 있을 때까지 그에게 영지를 부여했고, 나중에 알쿠인이 그 교회를 통치하게 되었다.
윌리브로드는 요크 주교 윌프리드의 영향을 받아 자랐다. 나중에 그는 베네딕토회에 합류했다. 그는 7세기 유럽 학문의 중심지였던 아일랜드 칼로(Carlow) 카운티의 라스 멜시기(Rath Melsigi) 수도원에서 20세에서 32세 사이를 보냈다.